# 4. brigada kopenske vojske (Vojska Srbije)
4. brigada kopenske vojske  je pehotna brigada, ki deluje v okviru Kopenske vojske Oboroženih sil Srbije.

## Zgodovina
Brigada je bila ustanovljena 30. junija 2007 z reorganizacijo 78. motorizirane in delov 549. motorizirane ter 52. mešane artilerijske brigade.
Enota nadaljuje tradicijo 1. pehotnega voda Knjaz Miloš Veliki.

## Sestava
- Poveljstvo
- 40. poveljniški bataljon
- 44. samovozni raketni bataljon
- 48. mehanizirani bataljon
- 41. pehotni bataljon
- 42. pehotni bataljon
- 45. protiletalski artilerijski raketni bataljon
- 49. logistični bataljon
- 46. tankovski bataljon
- 410. inženirski bataljon
- 43. samovozni havbični artilerijski bataljon
- 47. mehanizirani bataljon